# Marosszék
Marosszék egyike volt a székely székeknek, vagyis a történelmi Székelyföld közigazgatási egységeinek. Székhelye Marosvásárhely volt, itt volt a vármegyeháza. Marosszékhez a Kis-Küküllő felső völgye (Erdőszentgyörgy vásáros központtal), a Nyárád völgye (Nyárádszereda vásáros központtal) és Marosvásárhely környékének falvai tartoztak.
Marosszék az 1876-os megyerendezés során szűnt meg, amikor beolvasztották Maros-Torda vármegyébe.
1870-ben 92.398 lakosa volt, melyből 49.898 (54%) református, 15.683 (17%) római katolikus, 13.326 (14,4%) görögkatolikus, 6.326 (6,8%) unitárius, 5.301 (5,7%) ortodox, 1.511 (1,6%) izraelita és 353 egyéb (főleg evangélikus) vallású volt. 78% magyar, 20% román és 1,6% zsidó nemzetiségű.

## Fekvése
Az Erdélyi-medence középső-északkeleti részén, Székelyföld nyugati részén fekszik. A jelenlegi romániai közigazgatási felosztás szerint Maros megye középső és keleti része alkotja Marosszéket. Méretei: nyugat-keleti irányban 100 km, észak-déli irányban átlagosan 30 km. Területe megközelítőleg 2500 km².

## Domborzat
Legnagyobb része dombvidék, az északkeleti részén a Görgényi-havasok vonulatai húzódnak. Legmagasabb pontja az 1777 m magas Mező-havas. Átlagos magassága 400–500 m, a dombok magassága nyugatról kelet felé nő. Legalacsonyabb pontja a Maros völgyében található Nyárádtő mellett, 300 méteres tengerszint feletti magasságban. Kőzettani szempontból a hegyvidéken a vulkanikus kőzetek a leggyakoribbak, az alacsonyabban fekvő részeket üledékes kőzetek építik fel. Szováta környéke nagyon gazdag kősóban, ezt a területet ezért Sóvidéknek nevezik.

### Tájegységei
- A Mezőség délkeleti, Székely-Mezőségnek nevezett része.
- A Maros völgye (a Gernyeszeg és Nyárádtő között rész, itt fekszik Marosvásárhely is).
- Nyárádmente
- A Sóvidék nyugati része.
- A Görgényi-havasok délnyugati része.

## Éghajlat
Az éves átlaghőmérséklet a dombvidéken 7-9 °C, a hegyvidéken 3-5 °C. A legmelegebb hónap július (18-19 °C), a leghidegebb pedig január (-3 - -5 °C). A legalacsonyabb hőmérsékletet (-32 °C) 1942-ben mérték Marosvásárhelyen, a legmagasabbat (+40 °C) pedig 1952-ben Szabédon. Az éves csapadékmennyiség 550 mm körüli a Mezőségen és az 1000 mm-t is meghaladhatja a hegyvidéken. A napsütéses órák száma 1700-2100 évente.

## Látnivalók

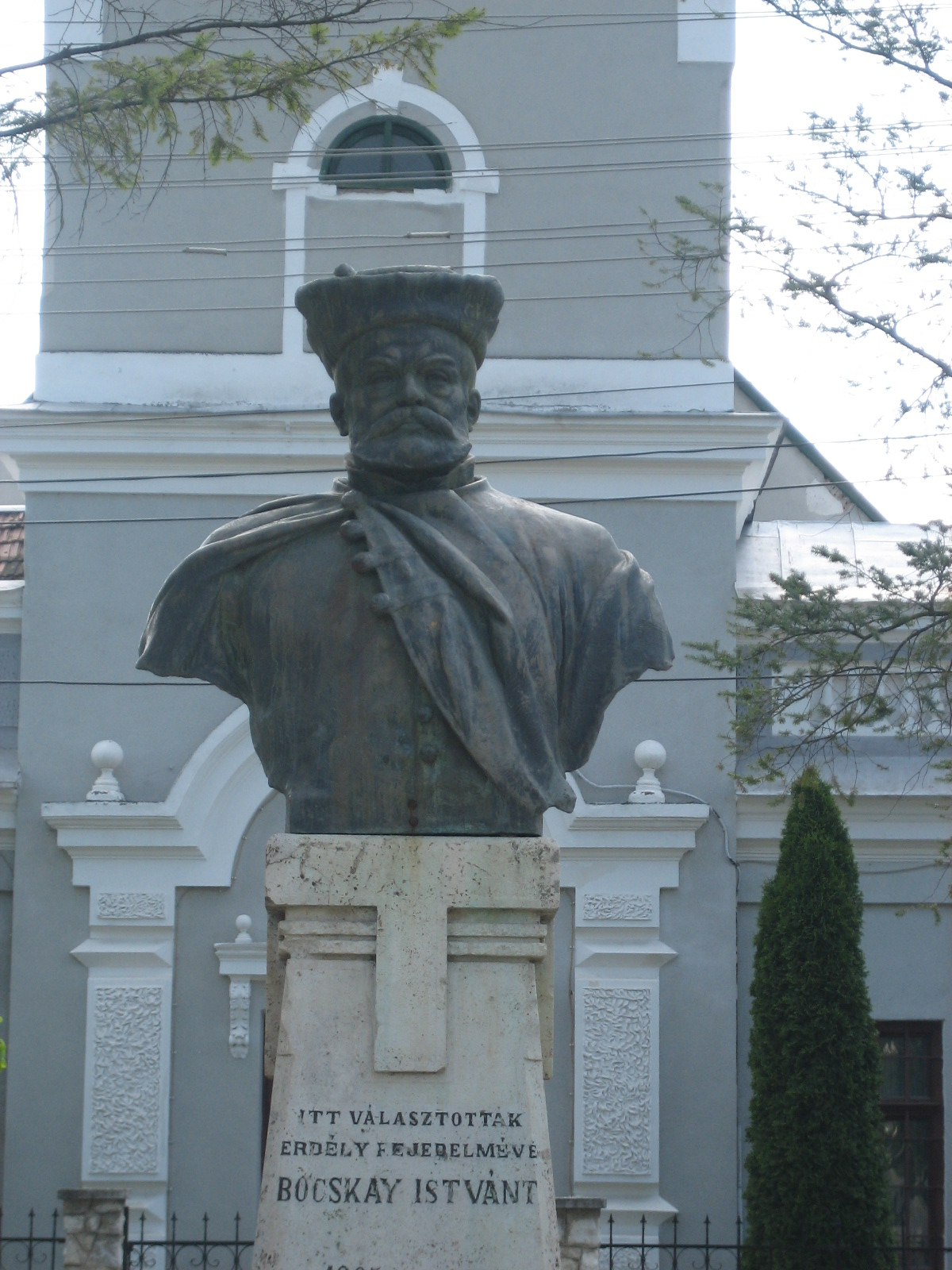
A Bocskai szobor a református templom előtt Nyárádszeredában
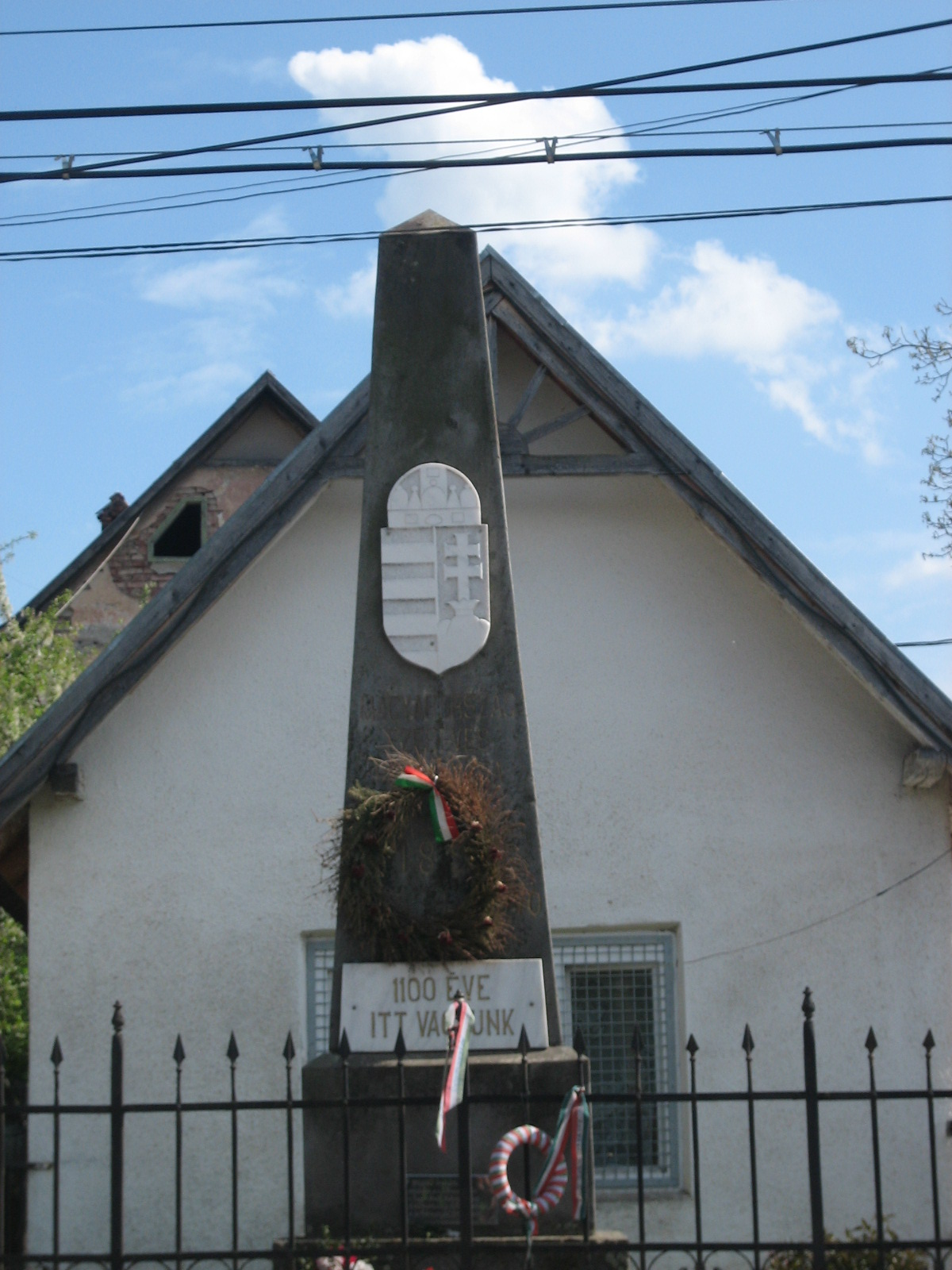
A megmaradás emlékműve Nyárádköszvényesen
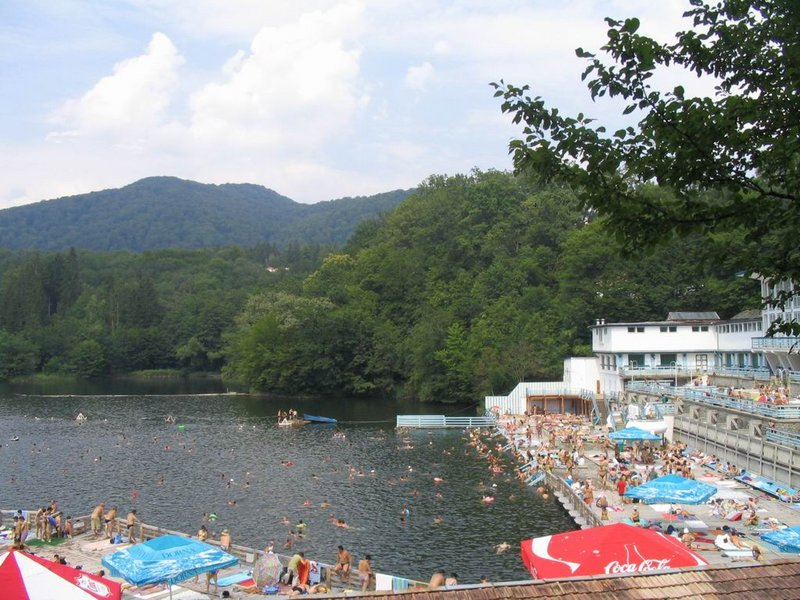
A Medve-tó Szovátán